# Renault Arkana
Renault Arkana — компактний кросовер (купе-SUV; C-сегмент), з похилою задньою лінією даху виробництва французького виробника Renault, присутній на ринку з 2019 року.
Кросовер дебютував у травні 2019 року в рФ як автомобіль на базі старішої платформи Dacia/Renault Duster B0. Ще одна окрема версія авто була представлена в Південній Кореї в лютому 2020 року, і вона базується вжн на більш просунутій платформі CMF-B. Ця версія Arkana пізніше була представлена й на основному європейському ринку у вересні 2020 року та продавалася в Південній Кореї як Renault Samsung XM3 з 2020 по 2022 рік, та Renault XM3 з 2022 по 2024 рік, далі під загальним ім'ям.
Рено пояснили, що назва «Arkana» походить від латинського "arcanum", що означає "таємниця" або "секрет".

## B0+ (LJC; 2019—2022)
Автомобіль створений на модернізованій платформі B0 (вона ж Global Access) від кросовера Renault Duster.
Спереду стійки McPherson, ззаду балка при передньому приводі та багатоважільна при повному. Довжина — 4545 мм, ширина (без бічних дзеркал) — 1820, висота — 1565, колісна база — 2721, дорожній просвіт — 205 мм. Кут в'їзду — 21°, з'їзду — 26°.
За аналогією з іншими моделями, Arkana пропонується в чотирьох комплектаціях: Life, Zen, Intense та одна особлива версія Intense+.
Для моделі пропонується 1,3-літровий двигун Tce 150 з турбонаддувом, який був розроблений альянсом Renault-Nissan та із залученням Daimler (150 к.с. й 250 Нм крутного моменту). У базових комплектаціях Life та Zen додається й звичайний атмосферний двигун об’ємом 1,6 літра (114 к.с. та 156 Нм). 
Renault врахував всі особливості експлуатації моделі Arkana 2020 в Україні. Кросовер має двигуни, пристосовані до запуску при -30°C, бачок омивача зі збільшеним до 5 літрів об'ємом, дорожній просвіт 205 мм, днище з антигравійним захистом по всій площі.
Двигун для Renault Arkana (TCe150) створений за участю Mercedes-Benz.

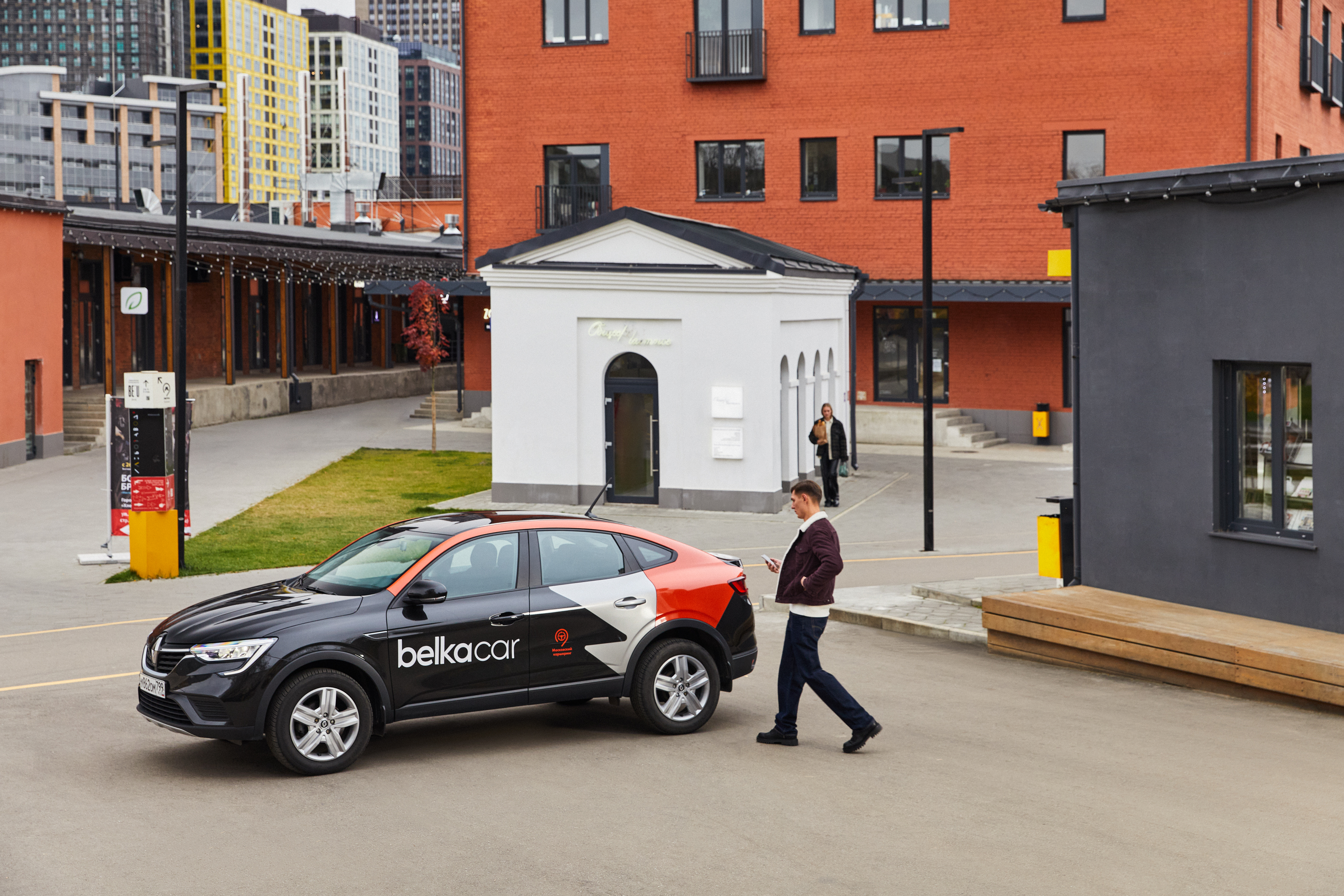
Arkana (B0)
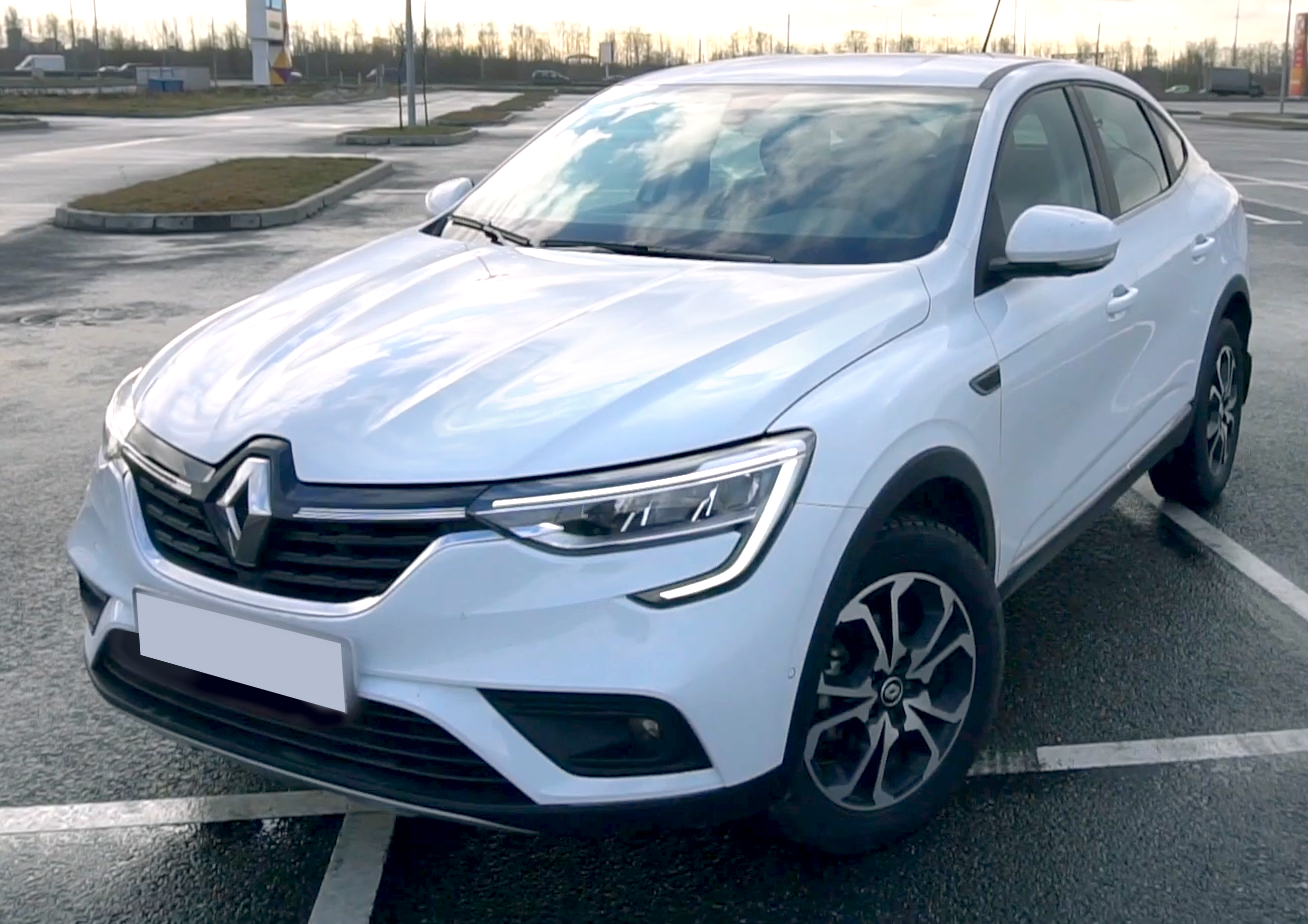
Arkana (B0)
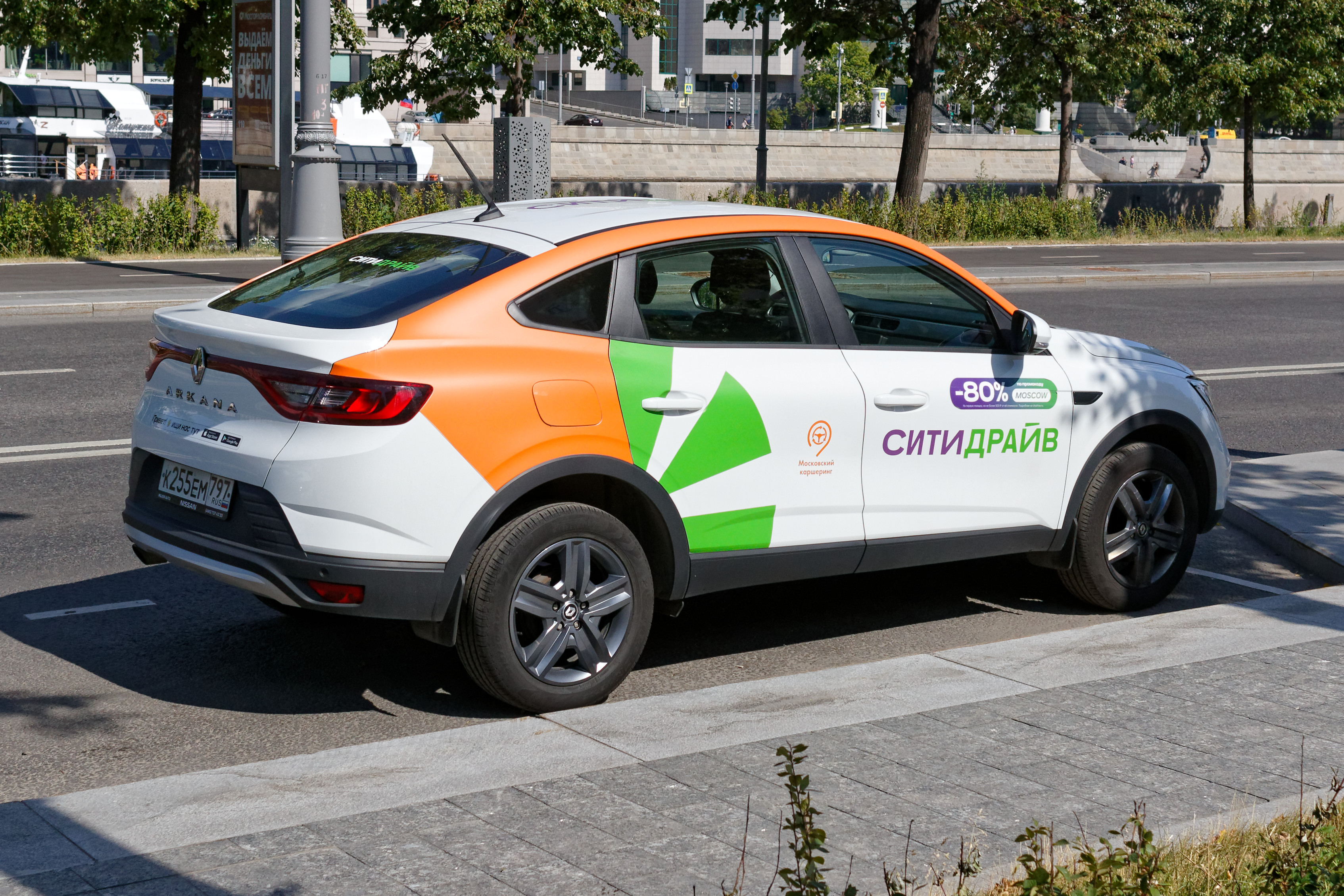
Arkana (B0)

Виробництво моделей LJC було достроково припинено у 2022 році згідно міжнародних санкцій проти рФ, після її вторгнення в Україну.

### Ринки

#### рФ
У 2019 році серійне виробництво моделі почалося на заводі Рено Росія в Москві, пізніше кросовер з'явився на ринках інших країн.

#### Україна
16 вересня 2020 року компанія Renault оголосила, що збиратиме модель Arkana в Україні. Про те, що виробництво кросовера відбуватиметься на Запорізькому автомобілебудівному заводі, ЗАЗ оголосив за тиждень до цього. Як зазначив виробник, кросовер Arkana збиратиметься із машинокомплектів, вироблених на московському заводі Renault.
Таки деякий час CKD-збирання здійснювалося на конвеєрі ЗАЗ для українського ринку.

#### Казахстан
Збірка в середнеазійському Казахстані почалася в 2021 році на заводі «СариАркаАвтопром» (Костанай), завдяки партнерству між Renault і Allur Group.

## CMF-B HS (LJL; 2020)
Подібний автомобіль був випущений в Південній Кореї, як Renault Samsung XM3. Замість того, щоб використовувати платформу B0, як росіянська Arkana, XM3 використовує модульну платформу CMF-B HS (Common Module Family) і пов'язаний з європейським Renault Captur другого покоління. Вона архітектурно повторює платформу B0, але є більш сучасною. У ній спроектована можливість установки сучасної автомобільної електроніки.
XM3 є суто передньопривідним автомобілем, на відміну від можливостей B0-бази. XM3 випускається в Західній Європі під назвою Renault Arkana.
Варіант на базі CMF на 25 мм довший, ніж Arkana на базі B0, що вироблялась в рФ. Південнокорейська модель має два варіанти двигунів: 1,3-літровий бензиновий турбодвигун з 7-ступінчастою коробкою передач EDC або 1,6-літровий бензиновий двигун з трансмісією Jatco CVT7.
У вересні 2020 року перейменована версія Samsung XM3 південнокорейського виробництва також була представлена на ринках Renault (за межами СНД) під назвою Renault Arkana.
У колишніх югославських країнах авто представлене як Renault Mégane Conquest, оскільки його оригінальна назва може бути асоциативно пов'язана з Арканом, покійним сербським злочинцем, політиком і воєнізованим командиром під час Югославських воєн, якого звинувачували у численних військових злочинах.
Європейська модель оснащена м'яким гібридним 1,3-літровим бензиновим турбодвигуном у парі з 7-ступінчастою коробкою передач EDC.
Дорожній просвіт Arkana становить 200 мм..
Renault Arkana пропонується в Австралії з серпня 2021 року.
У квітні 2024 року Renault Samsung Motors (яка вже була перейменована на Renault Korea Motors у 2022 році) стає Renault Korea. Щоб відновити зв'язок із французьким походженням виробника, Samsung XM3 перейменований на Renault Arkana і зазнає тих самих еволюцій, що й європейська модель, рестайлінгова у 2023 році. З цієї нагоди кросовер відмовляється від логотипу Samsung Motors у вигляді «ока тайфуну» на користь "діаманта".

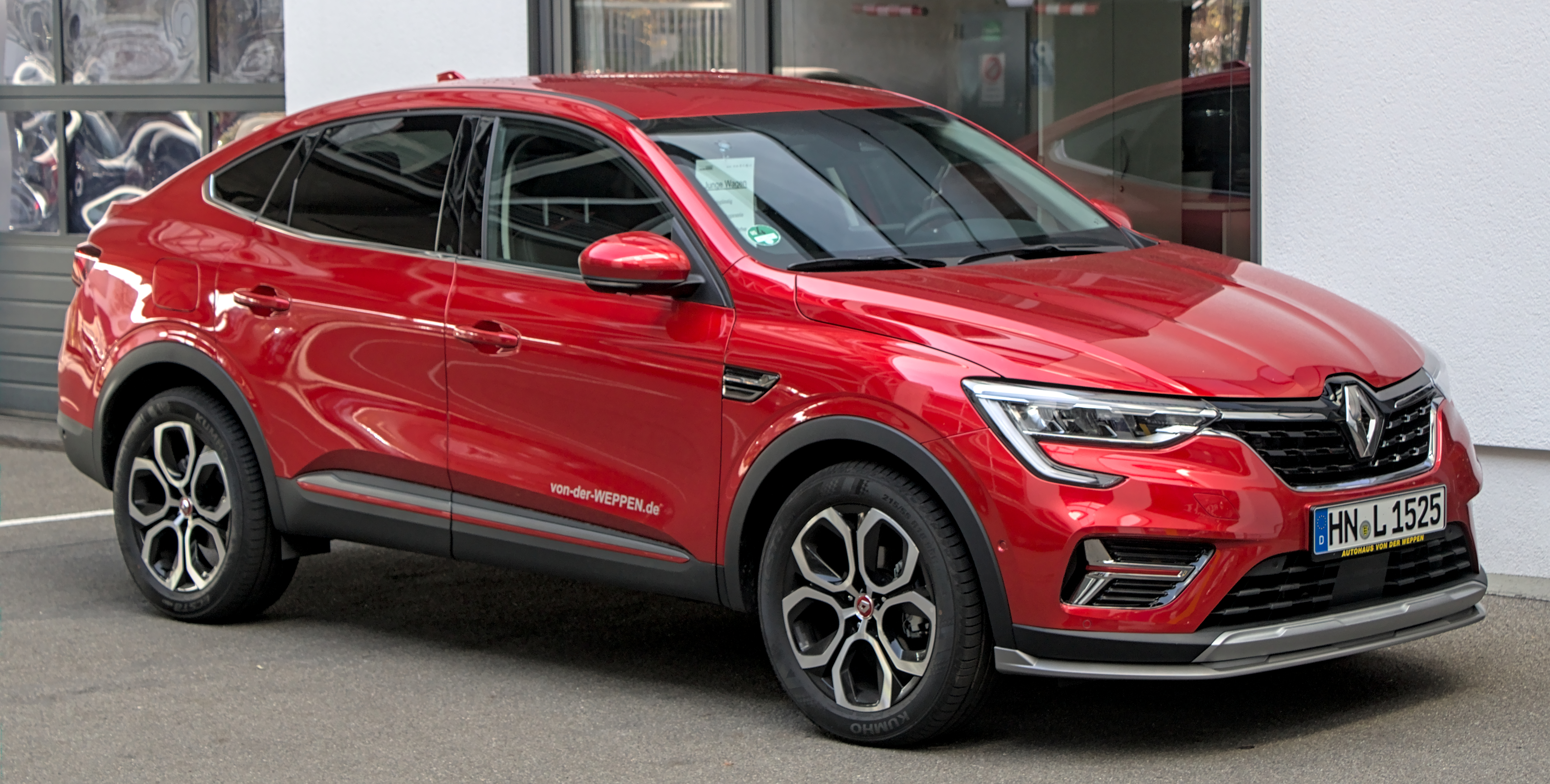
Arkana (CMF-B) вид спереду
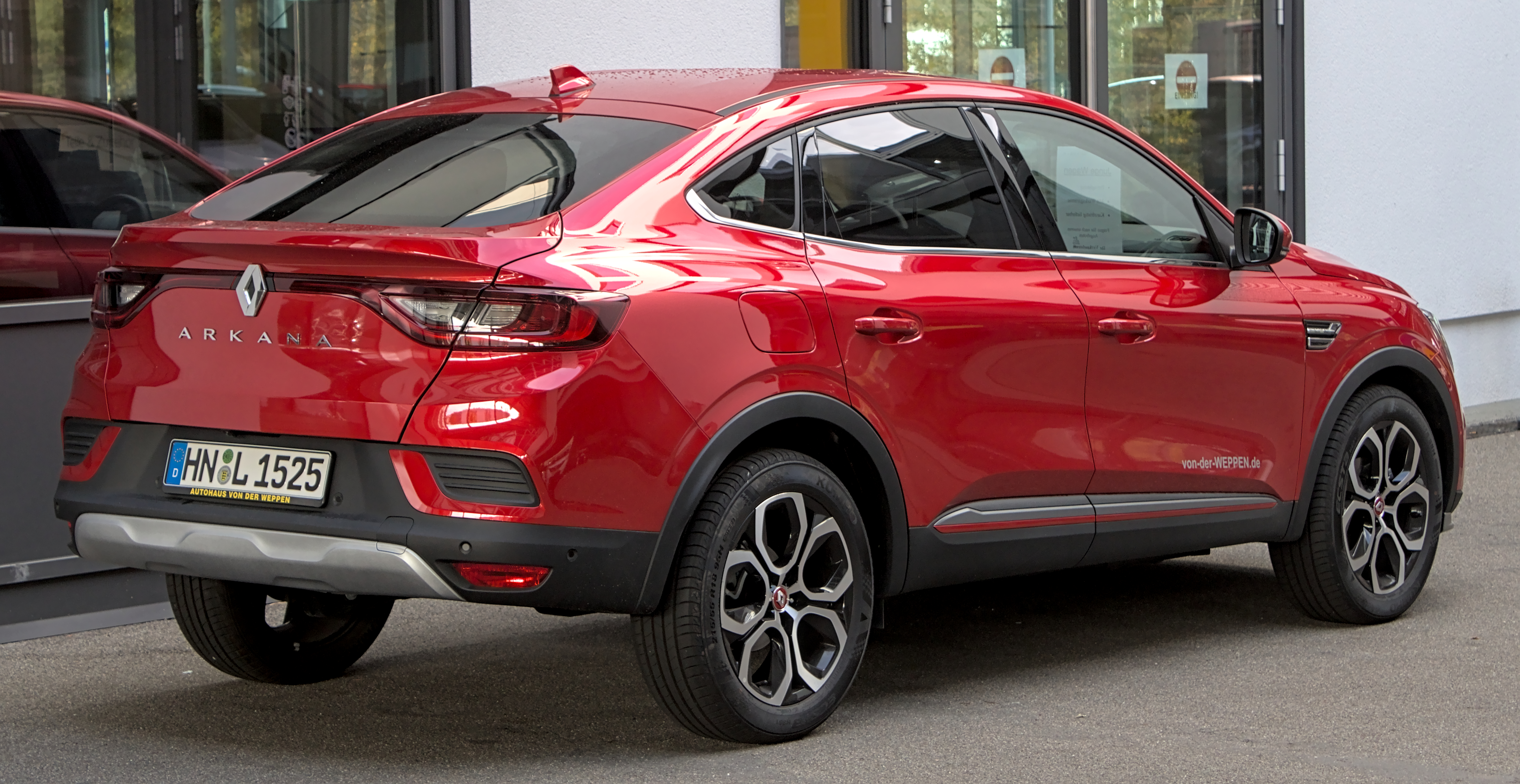
Arkana (CMF-B) ид ззаду
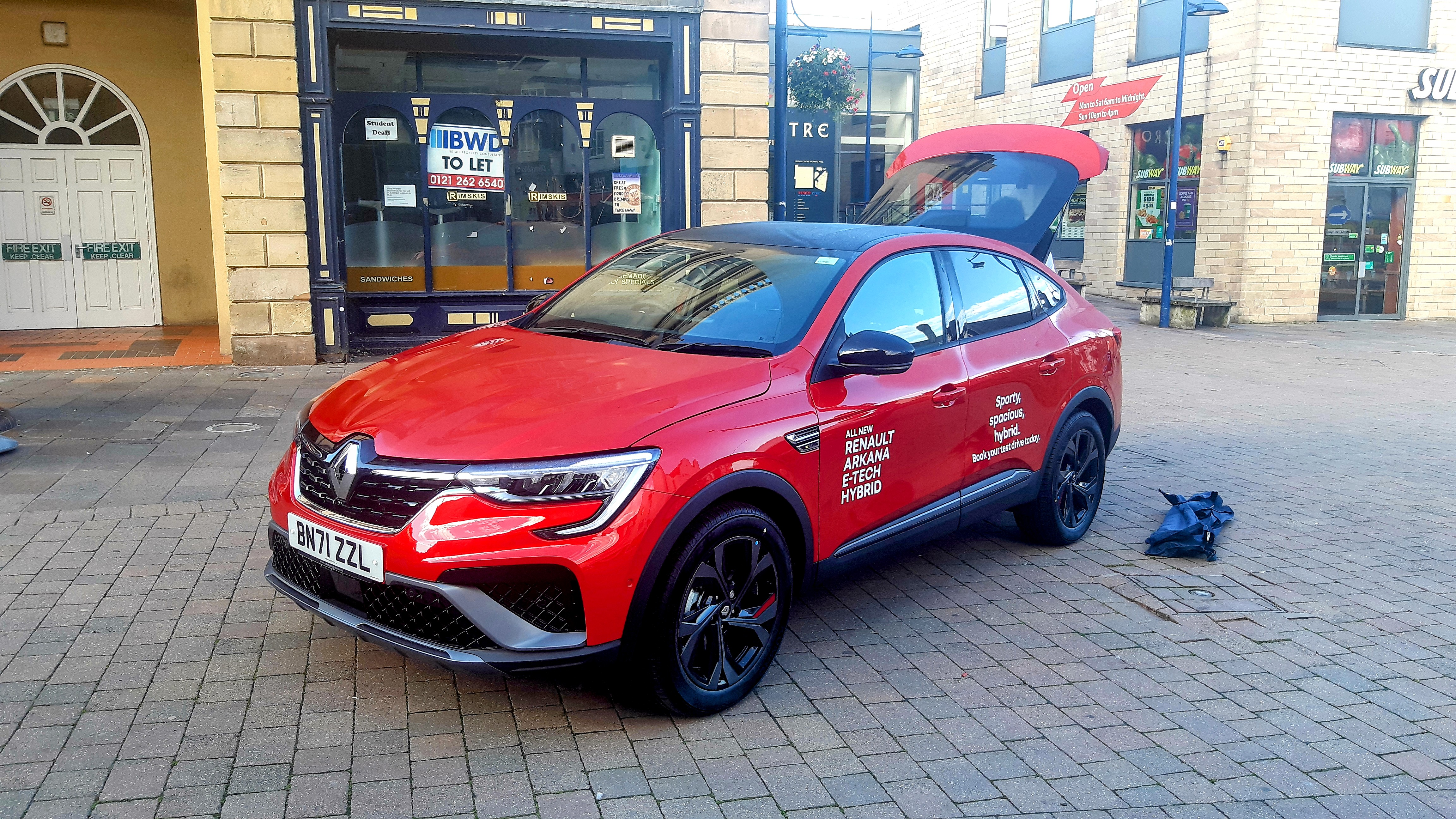
Renault Arkana гібрид
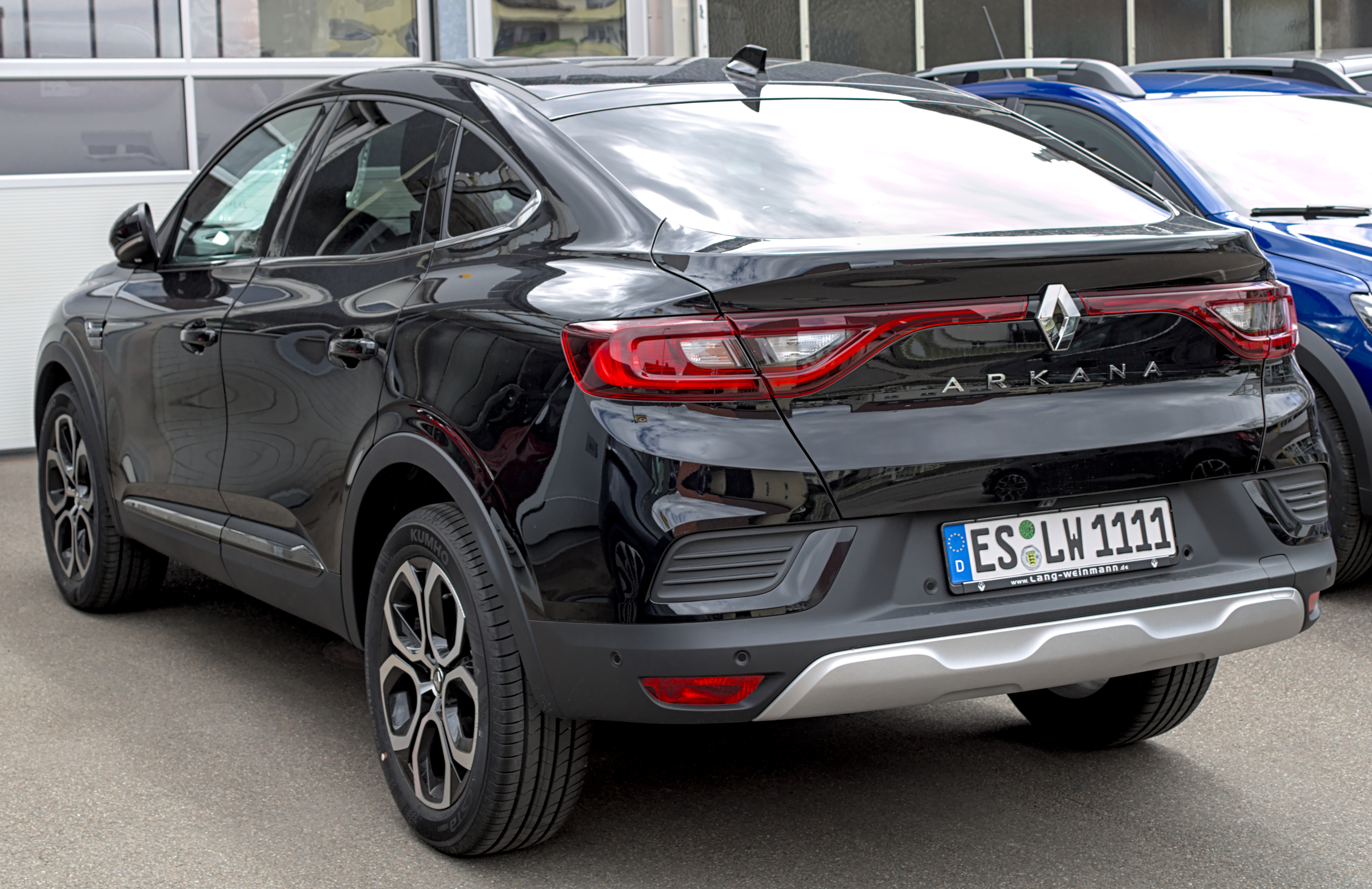
Arkana (вид ззаду)
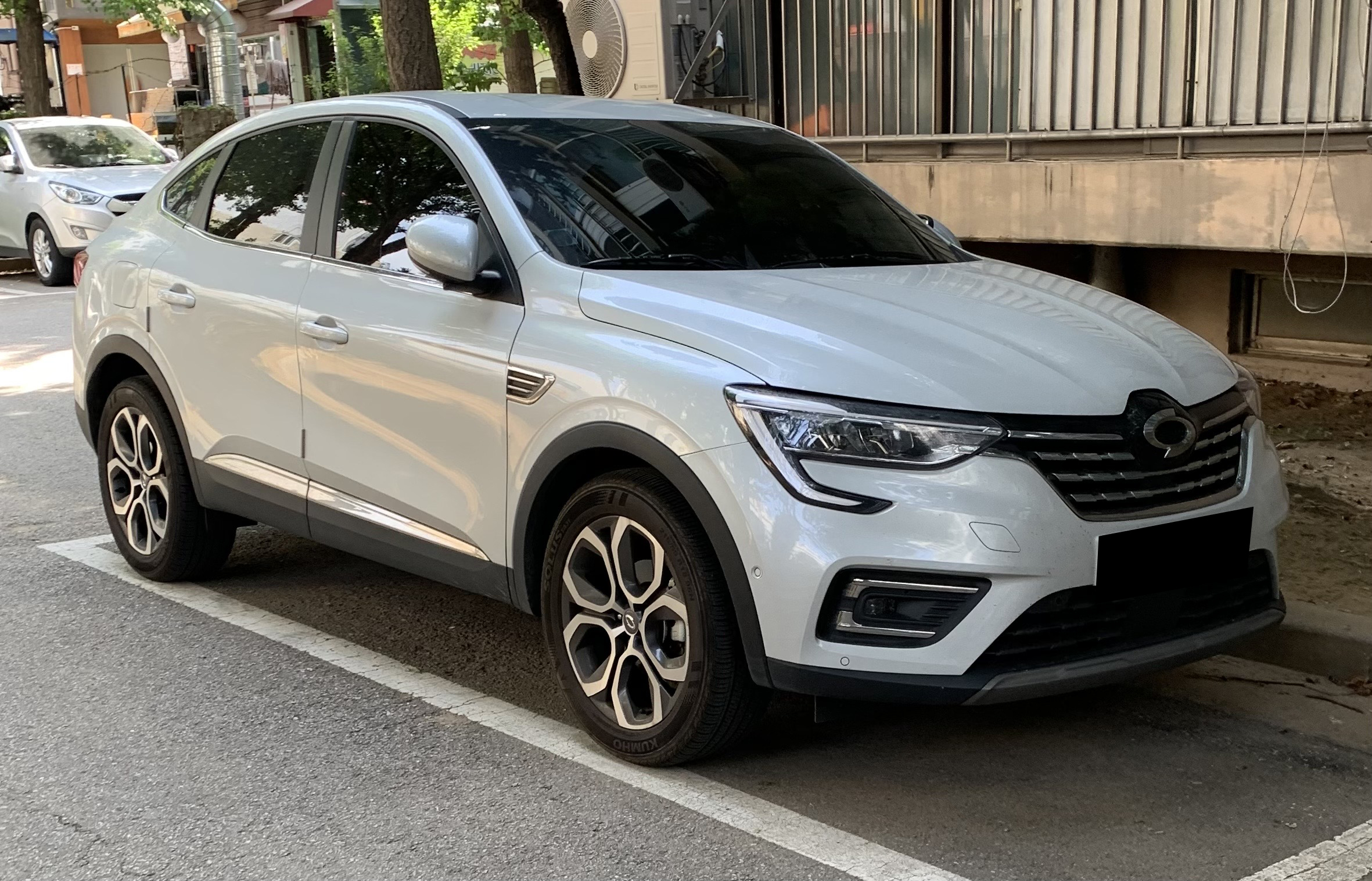
Renault Samsung XM3
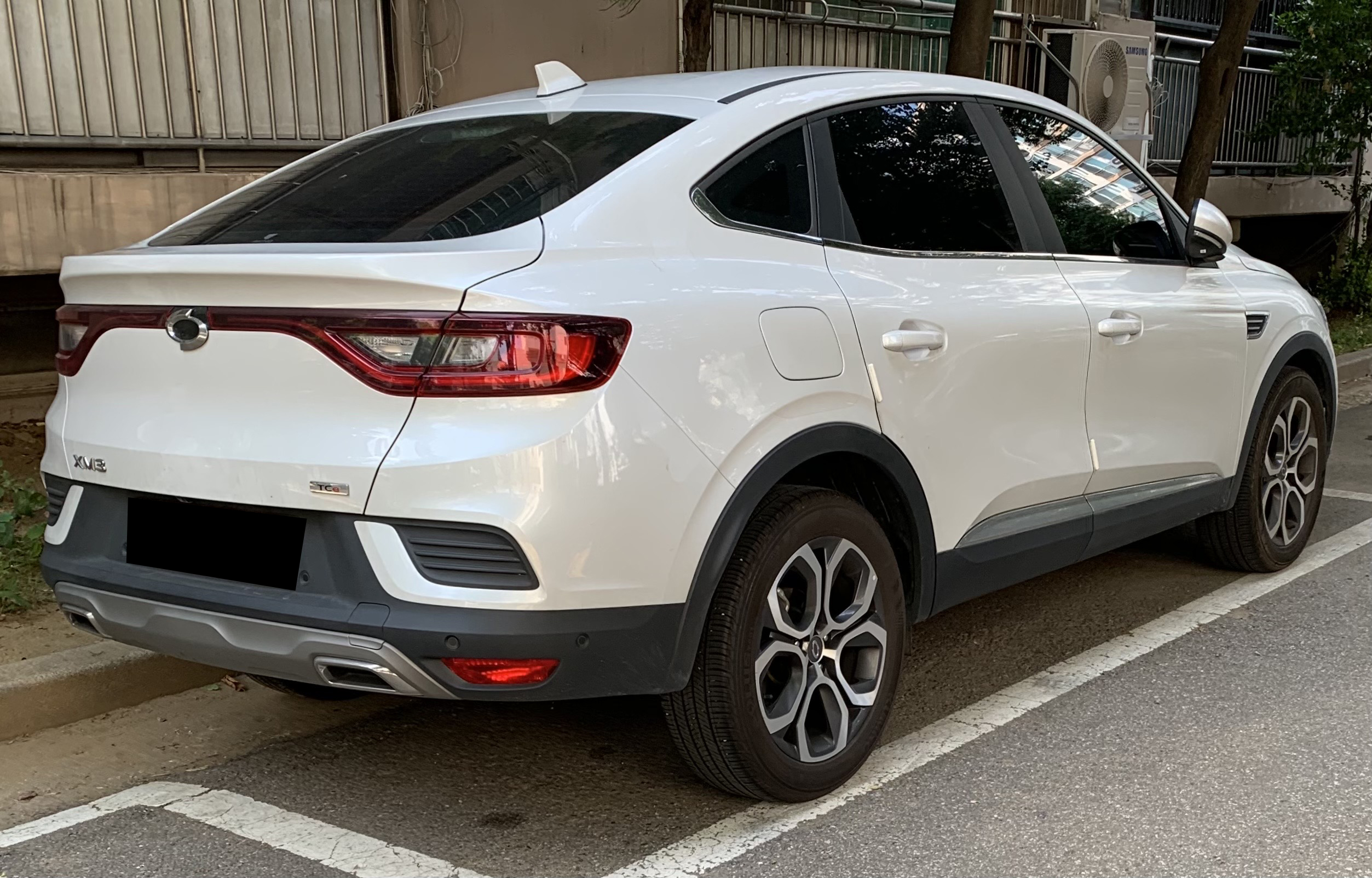
Renault Samsung XM3
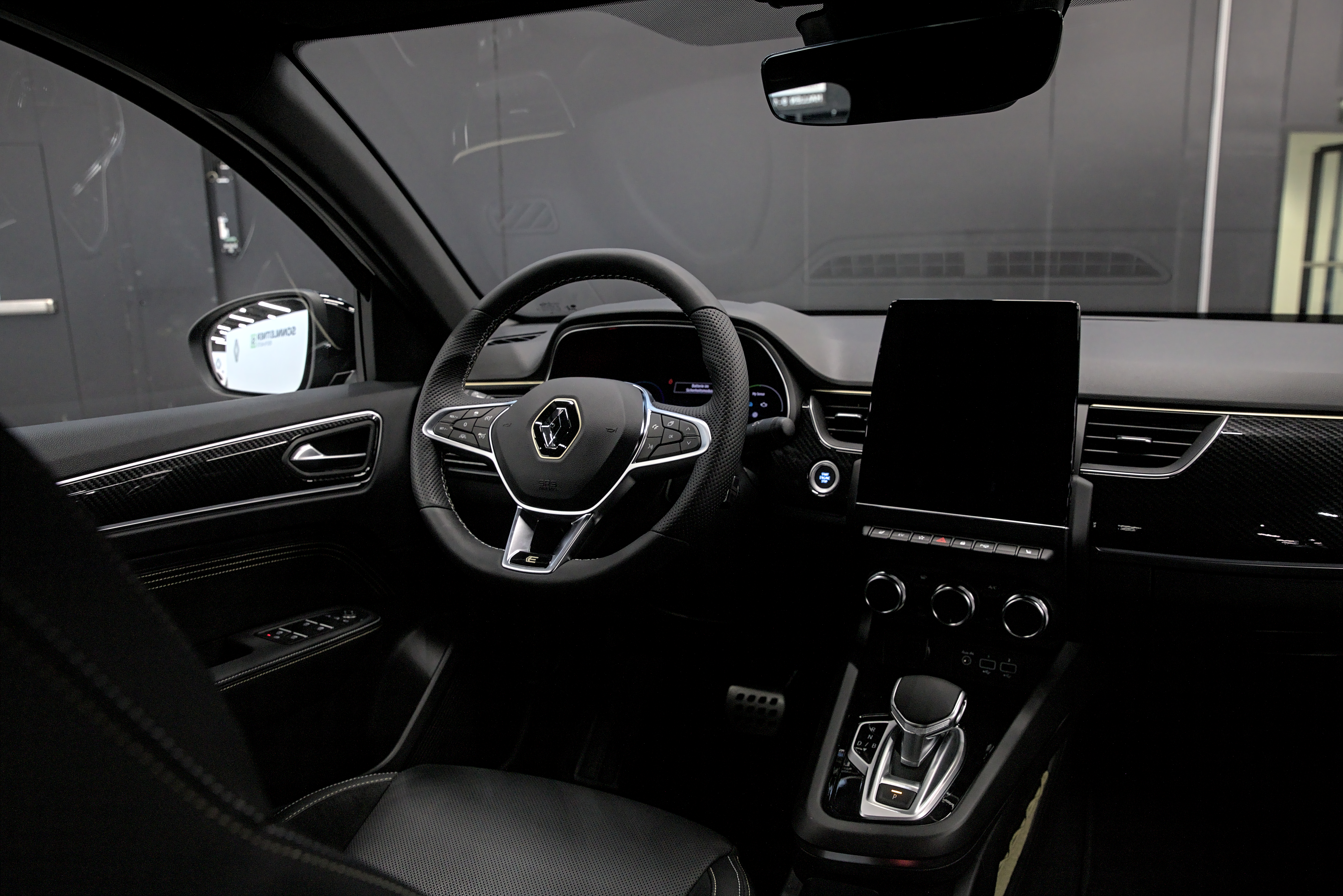
інтер'єр
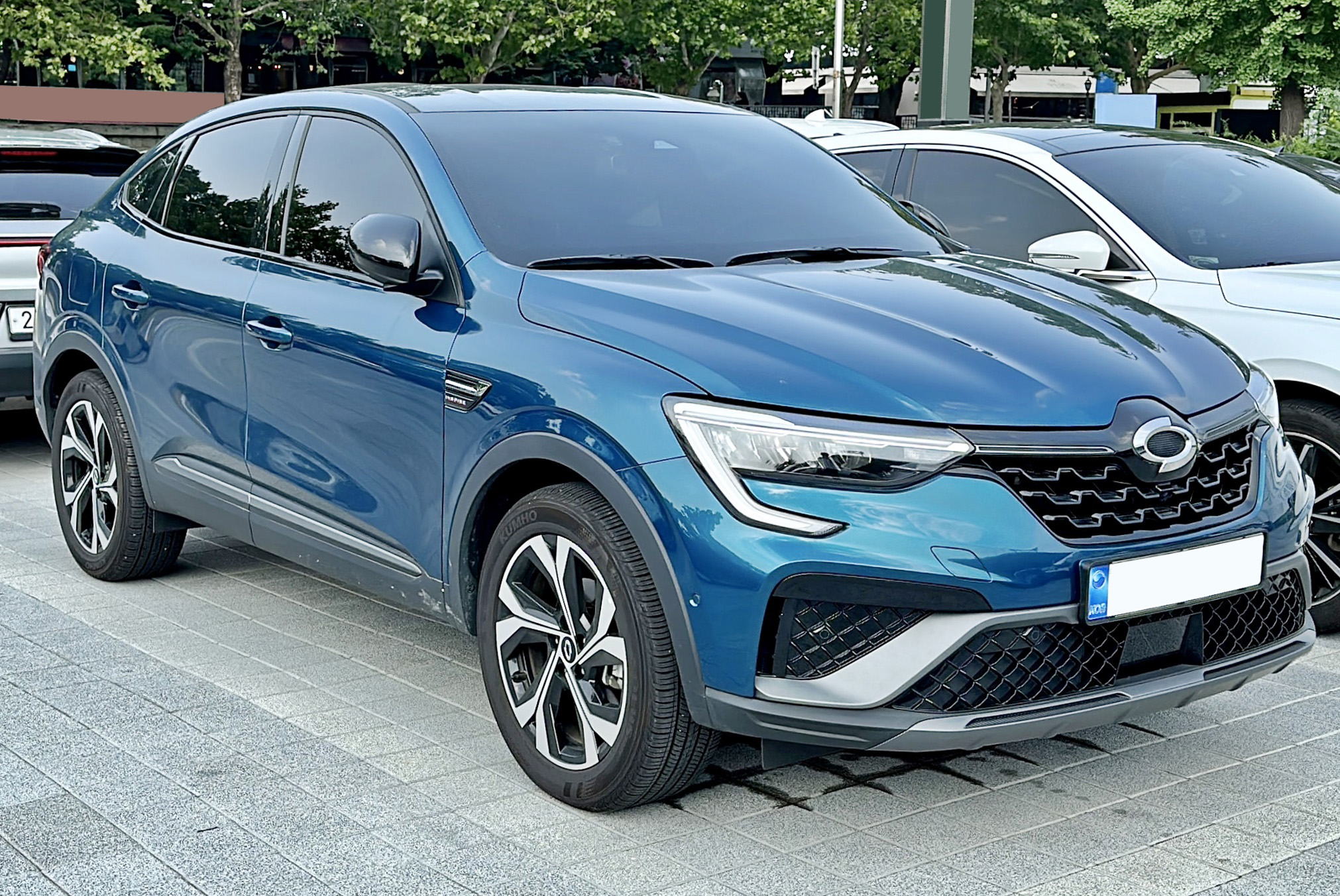
Renault Samsung XM3 (передня "юбка" sportline)

### Фейсліфт
У липні 2023 року автомобіль отримав рестайлінг, містивши, серед іншого, нову передню решітку радіатора та оновлений логотип.
Оновлена Arkana також була представлена в країнах Перської затоки 2 вересня 2024 року..

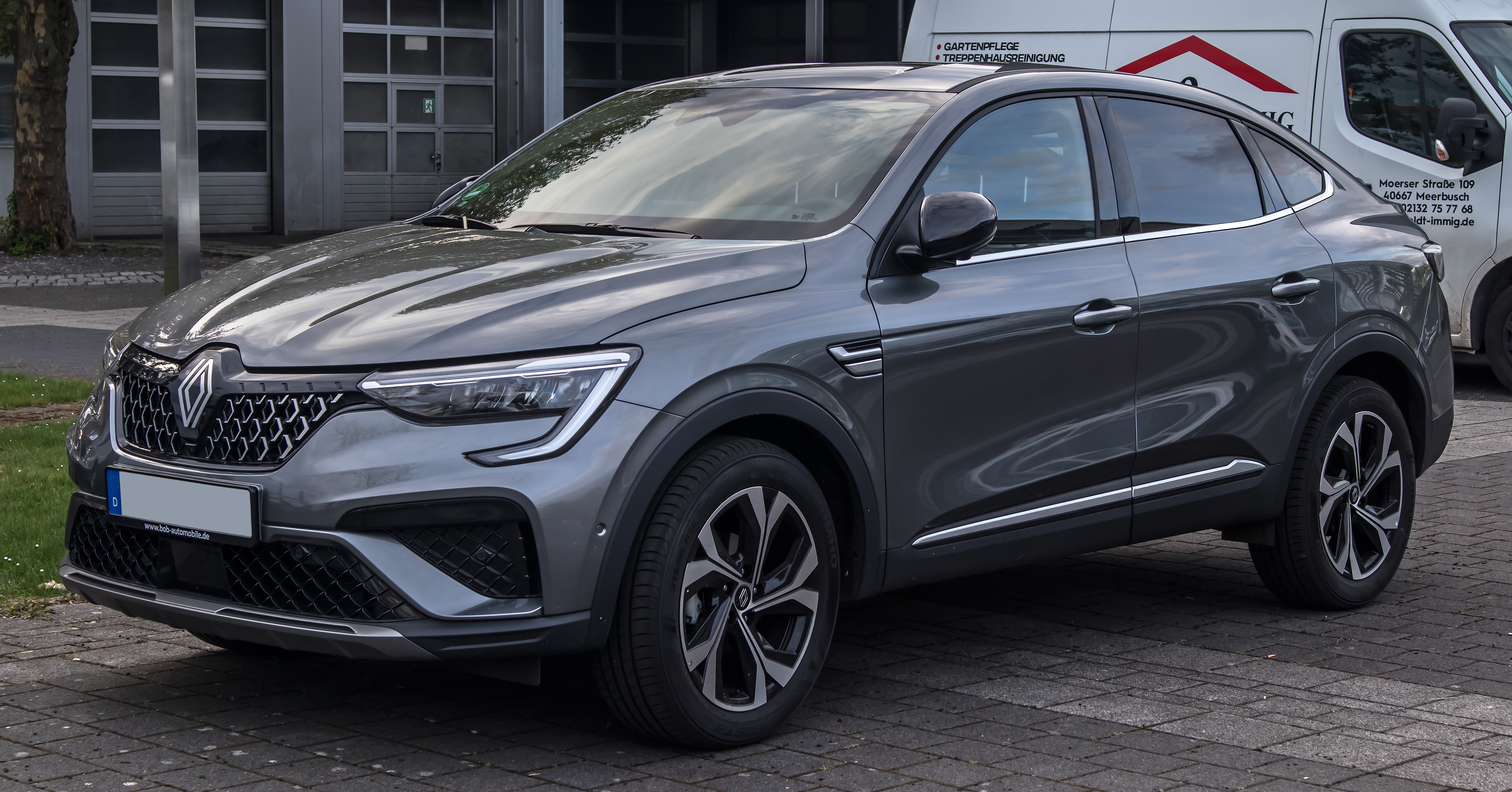
Arkana Techno (вид спереду, фейсліфт)
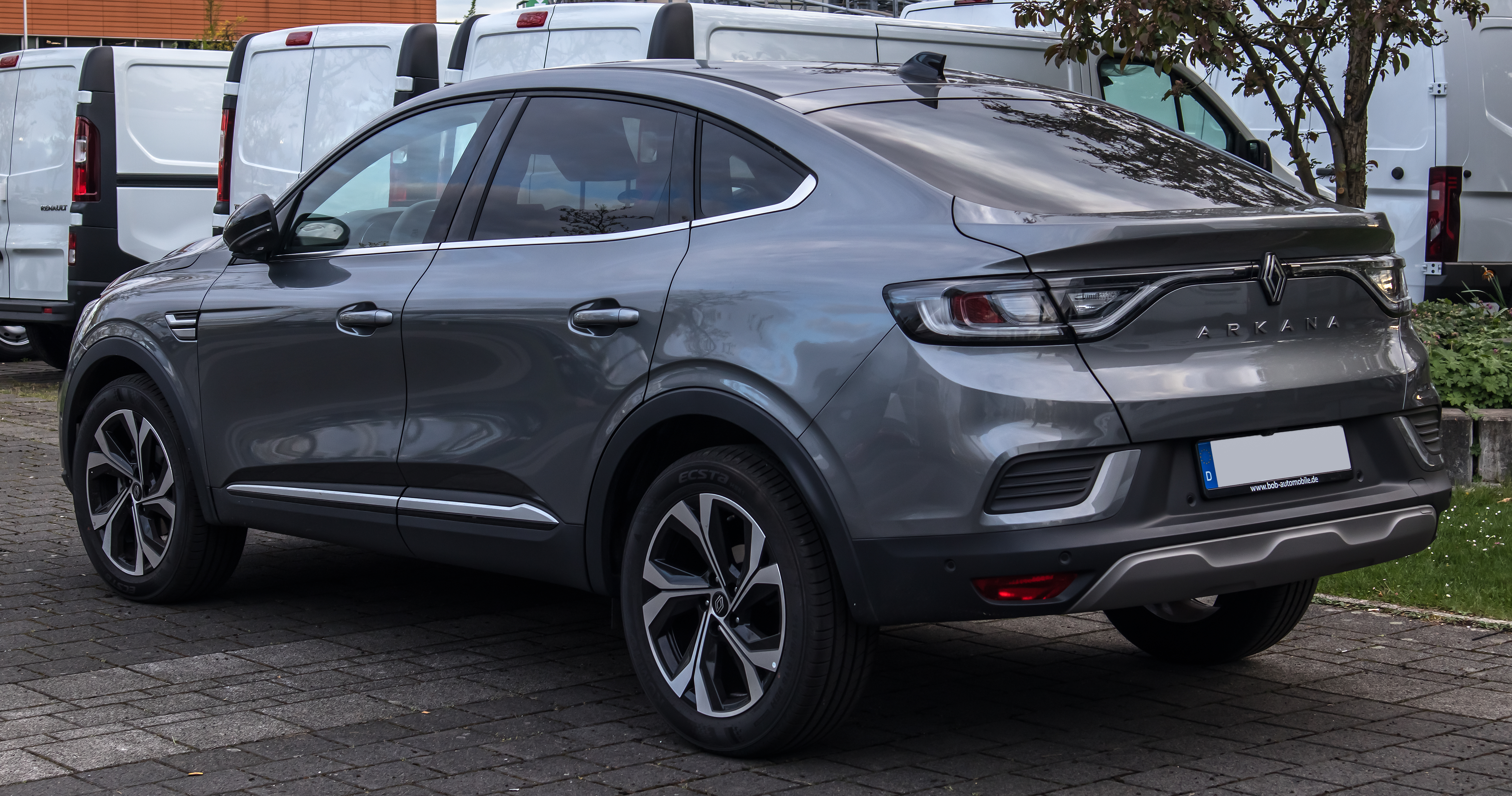
Arkana Techno (вид ззаду, фейсліфт)
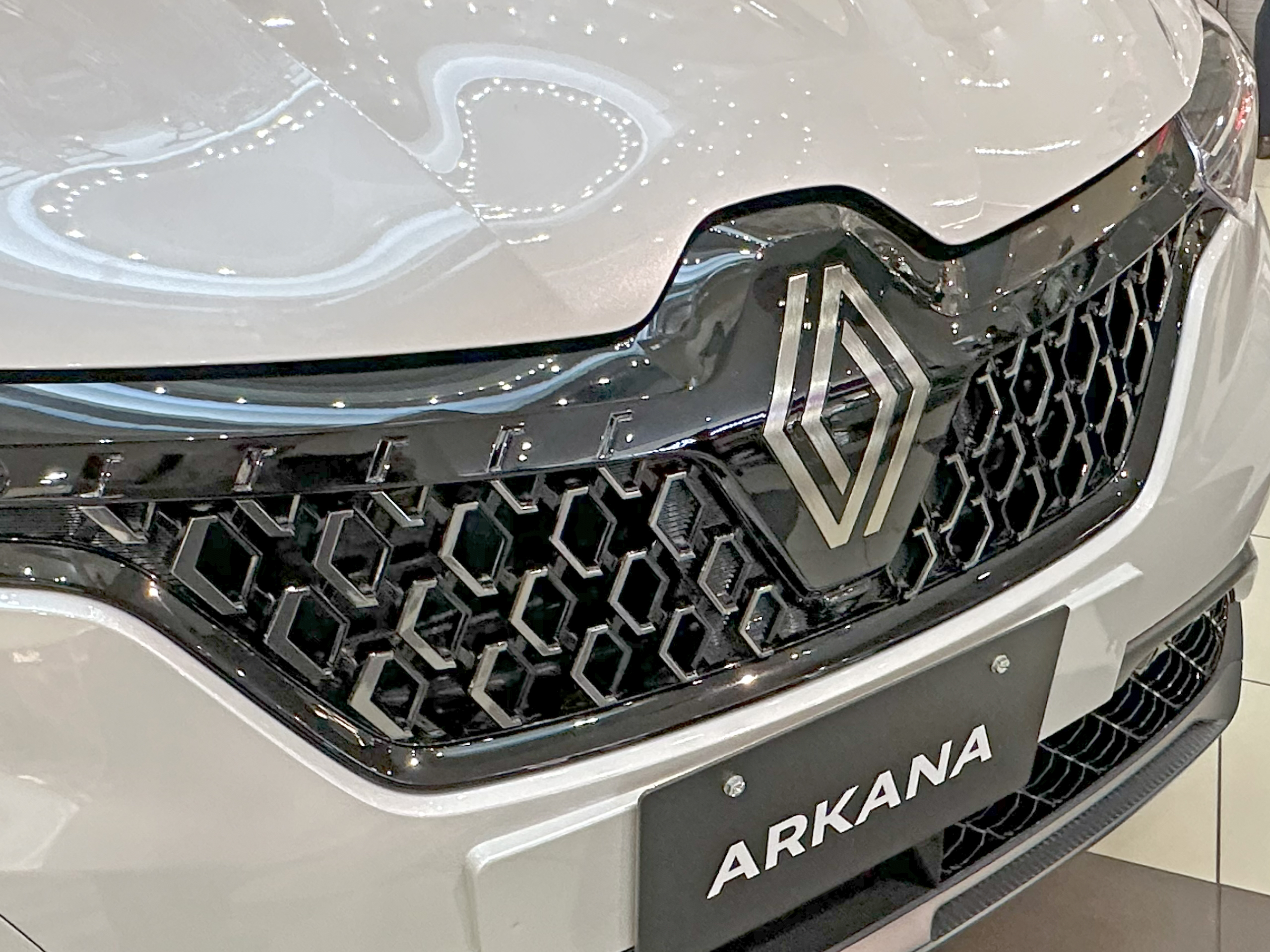
оновлений "гриль" Renault Arkana

## Двигуни
- 1.6 H4M 114 к.с. 156 Нм (B0+)
- 1.3 TCe 150 H5Ht 150 к.с. 250 Нм (B0+)
- 1.3 TCe 140 H5Ht 140 к.с. 260 Нм (CMF-B HS)
- 1.3 TCe 160 EDC H5Ht 158 к.с. 270 Нм (CMF-B HS)
- 1.6 E-TECH Hybrid 145 H4M + електродвигун 143 к.с. (CMF-B HS)

## Arkana concept

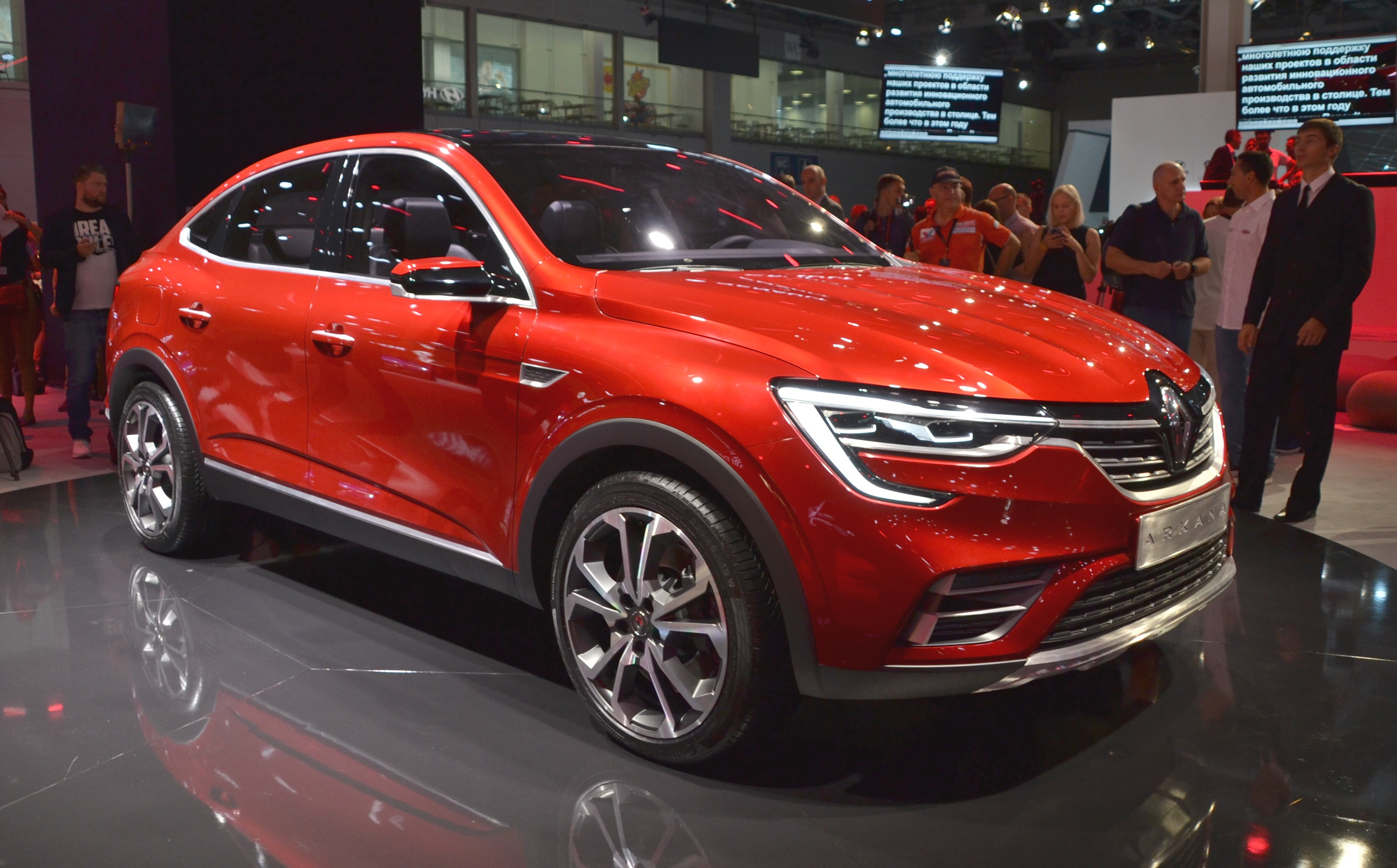
Renault Arkana concept

Renault презентував концепт-кар Arkana на МІАС (Московський міжнародний автосалон) 29 серпня 2018 року. Концепт Arkana на 98% є прообразом серійної версії Renault Arkana, позашляховика-купе, що випускався в рФ (Рено Росія; з 2022 року), Україні (ЗАЗ, із компонентів привезених з рФ) та Казахстані (СариаркаАвтоПром) з літа 2019 по 2022 роки для російського, українського, білоруського та казахстанського ринків.
Характеристики
Концепт Arkana, як і майбутня серійна версія, базується на Renault/Dacia Duster II, що дозволяє отримати повнопривідну трансмісію. Він оснащений 19-дюймовими ободами, 100% світлодіодними фарами та подвійним алюмінієвим вихлопом.
XM3 Inspire
Шоу-кар XM3 Inspire на базі Arkana, був виготовлений дочірньою компанією Renault Samsung Motors і представлений на автосалоні в Сеулі в 2019 році. Основні відмінності від концепта Arkana — це передня решітка іншого дизайну, інша кольорова гамма та перероблений кузов.

## Продажі
|      | B0+ Platform | B0+ Platform | CMF-B Platform | CMF-B Platform |
| ---- | ------------ | ------------ | -------------- | -------------- |
| рік  | рФ           | Казахстан    | Європа         | Австралія      |
| 2019 | 11,311       | 213          |                |                |
| 2020 | 16,814       | 379          | 40,847         |                |
| 2021 |              |              |                | 299            |
| 2022 |              | 268          | 80,643         | 308            |

1. ↑  Європа: 2020 ЄС 27 + Великобританія + Швейцарія + Норвегія + Ісландія

### Виробництво
| Календарний рік | Загальний обсяг виробництва |
| --------------- | --------------------------- |
| 2020            | 37,554                      |
| 2021            | 76,080                      |
| 2022            | 118,488                     |